# Lucas Alcaraz
Luis Lucas Alcaraz González (Granada, España, 21 de junio de 1966), conocido como Lucas Alcaraz, es un entrenador de fútbol español. Su último club como entrenador fue el Nassaji Mazandaran. Actualmente es Director de la Ciudad Deportiva del Granada CF. Además, es diplomado en Documentación por la Universidad de Granada, y profesor de Táctica y Estrategia por la Escuela Nacional de Entrenadores. Su padre es el político Felipe Alcaraz. 
Familia de deportistas, su abuelo materno, José Manuel González, fue miembro de la plantilla del Granada C. F., del C. D. Málaga y del Real Madrid C. F. en los años cuarenta y cincuenta. Su tío, e hijo del anterior, José Manuel González, jugó en el Granada C. F. y en el Real Zaragoza en los años sesenta y setenta.

## Trayectoria

### Como jugador
Tras militar como futbolista en las categorías inferiores del Real Jaén C. F., recaló en el Granada C. F., donde compaginaba su carrera de futbolista con los cursos de entrenador. Poco a poco fue decantándose por esta profesión, ya que como él mismo explicaba «era más fácil llegar donde yo quería como entrenador que como futbolista». 

### Como entrenador
Debutó como técnico profesional en 1995 al mando del Granada C. F., donde permaneció tres temporadas, y luego tuvo un breve paso por la U. D. Almería y el Dos Hermanas C. F..
Recreativo de Huelva
Llegó al R. C. Recreativo de Huelva en el 2000 y, en sólo dos años y medio, lo colocó en Primera División. Sin embargo, no pudo lograr la permanencia en la temporada 2002/03, aunque también fue subcampeón de la Copa del Rey.
Racing de Santander
Posteriormente, fue contratado por el Real Racing Club de Santander; donde permaneció durante una temporada y media (de 2003 a 2005), logrando la salvación en la primera de ellas.
Xerez C. D.
Se hizo cargo del Xerez C. D. en la temporada 2005/06, llegando a situar al equipo líder a media temporada, aunque luego entró en una mala racha y finalizó la competición como 7.º clasificado.
Real Murcia
Alcaraz abandonó el club jerezano tras un solo año y fichó por el Real Murcia C. F.. Con el conjunto pimentonero consiguió un nuevo ascenso a Primera División en la campaña 2006/07 al clasificar al equipo en el tercer puesto de la tabla. A principios de marzo de 2008, Alcaraz fue destituido como entrenador del Real Murcia, después de una racha de ocho jornadas sin ganar y con el equipo en la penúltima posición de Primera, a seis puntos de la salvación. Su cese no evitó el descenso del club.
Regreso al Recreativo de Huelva
A finales de 2008, inició su segunda etapa con el Recreativo de Huelva; pero esta sería breve, cosechando otro descenso de categoría al término de la temporada.
Córdoba C. F.
Alcaraz fichó por el Córdoba C. F., de Segunda División, en verano de 2009. Estuvo al frente del equipo franjiverde durante las temporadas 2009/10 y 2010/11, logrando la permanencia en ambas.
U. D. Almería
Para la campaña 2011/12, se convirtió en entrenador de la U. D. Almería. El 4 de abril de 2012, el club almeriense anunció su destitución, tras sumar 4 puntos de 18 posibles en sus últimas seis jornadas de Liga al frente del equipo, que en aquel momento ocupaba la 5.ª posición de la tabla.
Aris Salónica
En diciembre de 2012, emprendió una aventura en Grecia, fichando por el Aris Salónica Fútbol Club. Abandonó el club el 29 de enero de 2013 "por motivos personales", dejando al club heleno en la decimocuarta plaza de la Superliga griega. Había ejercido una cláusula que tenía en el contrato con el club heleno por la cual quedaría libre si algún equipo español le hacía una oferta y él quería aceptarla.
Regreso al Granada
El 30 de enero de 2013, se anunció su fichaje por el Granada C. F., logrando salvarlo del descenso a falta de una jornada para el final de la Liga. El 18 de mayo de 2014, después de conseguir la permanencia por segunda temporada consecutiva, anunció que no continuaría en el banquillo nazarí.
Levante U. D.
El 21 de octubre de 2014, fue contratado como nuevo técnico del Levante U. D., logrando sacarlo de los puestos de descenso y obteniendo la permanencia a falta de una jornada para el final de la Liga. El 25 de octubre de 2015, apenas un año después de su llegada, fue despedido tras una contundente derrota (0-4) ante la Real Sociedad que dejaba al equipo "granota" como colista con 6 puntos tras 9 jornadas de Liga. El conjunto levantinista acabaría descendiendo a la categoría de plata.
Paso fugaz por el Elche C. F.
El 11 de junio de 2016, fue confirmado oficialmente como nuevo entrenador del Elche C. F., de Segunda División, para las dos próximas temporadas. Sin embargo, dejó el club tras una sola semana, debido a la marcha del director deportivo que lo había contratado.
Regreso al Granada C. F.
El 3 de octubre de 2016, fue contratado hasta final de temporada por el Granada C. F., iniciando así su tercera etapa al frente del club nazarí, con el objetivo de evitar el descenso. El 8 de enero de 2017, tras conseguir una victoria, 4 empates y 5 derrotas en 10 partidos de Liga, fue renovado hasta junio de 2018.
El 18 de febrero, en un partido contra el Betis, se convirtió en el primer entrenador en España en alinear a 11 jugadores de 11 nacionalidades distintas. El 10 de abril de 2017, tras sumar un solo punto en las 6 últimas jornadas, fue destituido.
Selección de Argelia
Tres días después de desvincularse del Granada C. F., se convirtió en el nuevo seleccionador de Argelia. Sin embargo, sólo estuvo 6 meses en el cargo.
Regreso a la U. D. Almería
Tras cerrar su aventura como seleccionador de Argelia, comenzó su tercera etapa al mando de la U. D. Almería el 16 de noviembre de 2017, firmando con el club almeriense un contrato por dos temporadas más una opcional. Esta es su tercera etapa en la U. D. Almería, tras su paso por el club rojiblanco en las temporadas 98/99 y 11/12. Sin embargo, el 24 de abril de 2018, se desvinculó de la entidad, dejando al equipo en una situación muy similar a la que había a su llegada.
Real Zaragoza
El 22 de octubre de 2018, fue anunciado como nuevo entrenador del Real Zaragoza. Fue despedido dos meses después, el 17 de diciembre, tras sumar 5 puntos en 8 partidos, dejando el equipo aragonés en puestos de descenso.
Albacete Balompié
El 3 de febrero de 2020, el Albacete Balompié anunció su contratación hasta final de la temporada 2019-20. Logró la permanencia del equipo manchego en el último minuto del último partido que le enfrentó al Cádiz gracias al gol de Maikel Mesa (0-1), habiendo sumado 24 puntos en 16 jornadas. El 3 de agosto de 2020, renovó su contrato por una temporada más con la entidad. Sin embargo, el 13 de octubre de 2020, el Albacete Balompié anunció su destitución tras cosechar un punto en las cinco primeras jornadas de Liga.
Olympiakos Nicosia
El 29 de diciembre de 2021, se incorporó al Olympiakos Nicosia de la Primera División de Chipre, siendo su tercera experiencia en el extranjero. El 16 de febrero de 2022, fue destituido de su cargo debido a los malos resultados.
U. D. Ibiza
El 29 de noviembre de 2022, firmó como nuevo entrenador de la U. D. Ibiza de la Segunda División de España. Dejó el club al término de la temporada, tras no haber podido conseguir la permanencia.
Nassaji Mazandaran
En diciembre de 2023, fue oficializado como entrenador del Nassaji Mazandaran. Tras los malos resultados con el club, fue reemplazado por Saket Elhami el 25 de febrero de 2024.

## Clubes

### Como jugador
| Club          | País   | Año     |
| ------------- | ------ | ------- |
| Granada C. F. | España | ¿?-1994 |

### Como entrenador
| Club                       | País    | Año       | P   | PG | PE | PP | % v.  |
| -------------------------- | ------- | --------- | --- | -- | -- | -- | ----- |
| Granada C. F.              | España  | 1995-1998 | 106 | 44 | 35 | 27 | 41.51 |
| U. D. Almería              | España  | 1998-1999 | 11  | 2  | 5  | 4  | 18.18 |
| Dos Hermanas C. F.         | España  | 1999-2000 | 34  | 14 | 17 | 8  | 41.18 |
| R. C. Recreativo de Huelva | España  | 2000-2003 | 134 | 47 | 51 | 36 | 35.07 |
| Racing de Santander        | España  | 2003-2005 | 62  | 17 | 16 | 29 | 27.42 |
| Xerez C. D.                | España  | 2005-2006 | 46  | 20 | 15 | 11 | 43.48 |
| Real Murcia C. F.          | España  | 2006-2008 | 71  | 26 | 22 | 23 | 36.62 |
| R. C. Recreativo de Huelva | España  | 2008-2009 | 34  | 8  | 8  | 18 | 23.53 |
| Córdoba C. F.              | España  | 2009-2011 | 92  | 31 | 27 | 34 | 33.7  |
| U. D. Almería              | España  | 2011-2012 | 35  | 15 | 14 | 6  | 42.86 |
| Aris Salónica F. C.        | Grecia  | 2012-2013 | 8   | 2  | 4  | 2  | 25    |
| Granada C. F.              | España  | 2013-2014 | 57  | 19 | 9  | 29 | 33.33 |
| Levante U. D.              | España  | 2014-2015 | 43  | 10 | 13 | 20 | 23.26 |
| Granada C. F.              | España  | 2016-2017 | 26  | 5  | 6  | 15 | 19.23 |
| Selección de Argelia       | Argelia | 2017      | 5   | 2  | 0  | 3  | 40    |
| U. D. Almería              | España  | 2017-2018 | 21  | 6  | 6  | 9  | 28.57 |
| Real Zaragoza              | España  | 2018      | 8   | 1  | 2  | 5  | 12.5  |
| Albacete Balompié          | España  | 2020      | 22  | 5  | 10 | 7  | 22.73 |
| Olympiakos Nicosia         | Chipre  | 2022      | 8   | 0  | 2  | 6  | 0     |
| U. D. Ibiza                | España  | 2022-2023 | 27  | 4  | 10 | 13 | 14.81 |
| Nassaji Mazandaran         | Irán    | 2023-2024 | 5   | 0  | 1  | 4  | 0     |

## Curiosidades
- A la edad de tan sólo 12 años fundó su propio equipo para poder dirigirlo.
- Su debut en Segunda B fue curioso: tuvo que dirigir en menos de 24 horas a dos equipos, el Granada C. F. y a su filial. Fue en la octava jornada cuando sustituyó al recién destituido Rafael Alcaide Crespín "Crispi".[1]
- Hasta la temporada 1997/1998 era el tercer entrenador que más veces había dirigido al Granada.[cita requerida]
- En enero de 2017 es el entrenador en activo con mayor número de partidos dirigidos en España entre todas las categorías.[55]
- Poco antes del inicio de la temporada 2000-2001, el descenso del Mérida, por impago a 2.ª B, permitió salvarse al Logroñés, pero sumido en crisis no pudo recuperar la plaza en 2.ª. El Atlético de Madrid "B" había descendido tras el descenso del primer equipo a 2.ª división, por lo que la oportunidad le llegó al vigesimoprimer clasificado, penúltimo, el Recreativo de Huelva. Con una plantilla ya confeccionada para Segunda B, Lucas Alcaraz situó al Recre en 6.ª posición. Un año después, en la temporada 2001-2002 devolvió al decano del fútbol español a la Primera División, 23 años después, en la que sería la segunda temporada del Recre en Primera.
- Es el técnico que ha dirigido en más partidos al Recreativo de Huelva y tiene el récord de descensos a Segunda con el club onubense (2).
- Tras mes y medio a cargo del Aris Salónica Fútbol Club, el 29 de enero de 2013 alega motivos personales para, al día siguiente, fichar por el Granada C. F., club de su ciudad y del que es declarado seguidor. Es su segunda andadura en el club tras entrenarlo de 1995 a 1998 en 2.ª B.